# 1 500 mètres féminin aux championnats du monde d'athlétisme 1993
Navigation
Tokyo 1991 Göteborg 1995
L'épreuve du 1 500 mètres féminin des championnats du monde d'athlétisme 1993 s'est déroulée les 20 et 22 août 1993 au  Gottlieb Daimler Stadion de Stuttgart, en Allemagne. Elle est remportée par la Chinoise Liu Dong.

## Résultats

### Finale
| Rang               | Athlète            | Pays        | Temps         |
| ------------------ | ------------------ | ----------- | ------------- |
| Médaille d'or      | Liu Dong           | Chine       | 4 min 00 s 50 |
| Médaille d'argent  | Sonia O'Sullivan   | Irlande     | 4 min 03 s 48 |
| Médaille de bronze | Hassiba Boulmerka  | Algérie     | 4 min 04 s 29 |
| 4                  | Lü Yi              | Chine       | 4 min 06 s 06 |
| 5                  | Angela Chalmers    | Canada      | 4 min 07 s 95 |
| 6                  | Theresia Kiesl     | Autriche    | 4 min 08 s 04 |
| 7                  | Anna Brzezińska    | Pologne     | 4 min 08 s 11 |
| 8                  | Fabia Trabaldo     | Italie      | 4 min 08 s 23 |
| 9                  | Violeta Szekely    | Roumanie    | 4 min 08 s 57 |
| 10                 | Yan Wei            | Chine       | 4 min 09 s 05 |
| 11                 | Carla Sacramento   | Portugal    | 4 min 09 s 15 |
| 12                 | Maite Zúñiga       | Espagne     | 4 min 10 s 79 |
| 13                 | Lyudmila Rogachova | Russie      | 4 min 12 s 14 |
| 14                 | Leah Pells         | Canada      | 4 min 13 s 87 |
| 15                 | Oksana Mernikova   | Biélorussie | 4 min 18 s 93 |